# 杭爱山
杭愛山（發音：[χaɴˈɢæe̯ɴ nʊˈrʊː]），是一道位於蒙古国中部的山脉，西北-东南走向，跨扎布汗省、前杭爱省和后杭爱省，平均海拔2000～3000米，全长约700公里，主峰鄂特冈腾格里峰海拔4031米，山顶终年积雪。
杭爱山脉许多地方保存有火山锥，广泛分布有玄武岩岩床。有金、玉石、云母等矿产资源。多温泉。杭爱山脉是北冰洋水系和亚洲中部内陆水系的分水岭。北坡称后杭爱，较缓，色楞格河和鄂尔浑河发源于此，多针叶林；南坡较陡，称前杭爱，多草原牧场。
杭爱山脉是蒙古国内流区和外流区的分界线，色楞格河、鄂尔浑河均发源于其北麓，向北经过俄罗斯境内最终注入北冰洋。
杭爱山在古代被称为燕然山（又稱燕山，并非北京附近的燕山）。《後漢書·竇憲傳》記載：“燕然山，去塞三千餘里”。燕然山因中国东汉年间“车骑将军窦宪破北匈奴，追及此，与耿秉登山，令班固作铭，刻石颂功，记汉威德”一事而著名，后世中国文人在希望本国能够抗御外侮时，往往以勒石燕然为鼓励。
南北朝末期，新崛起的突厥建都在于都斤山，不少中国学者认为就是今日的杭爱山。